# Nazionale femminile di pallacanestro della Nigeria
La nazionale di pallacanestro femminile della Nigeria è la rappresentativa cestistica della Nigeria ed è posta sotto l'egida della Federazione cestistica della Nigeria.

## Piazzamenti

### Olimpiadi
- 2004 - 11°
- 2020 - 11°

### Campionati del mondo
- 2006 - 16°
- 2018 - 8°

### Campionati africani
- 1974 - 5°
- 1981 - 7°
- 1997 -  3°
- 2003 -  1°
- 2005 -  1°

- 2007 - 5°
- 2009 - 5°
- 2011 - 4°
- 2013 - 6°
- 2015 -  3°

- 2017 -  1°
- 2019 -  1°
- 2021 -  1°
- 2023 -  1°
- 2025 -  1°

## Formazioni

### Olimpiadi
Pallacanestro ai Giochi della XXVIII Olimpiade - Torneo femminile4 Umoh, 5 Aluka, 6 Akiode, 7 Negedu, 8 Oha, 9 Mohammed, 10 Iyorhe, 11 Udoka, 12 Sadiq, 13 Amachree, 14 Rafiu, 15 Ogugua,        All. Sam Vincent
Pallacanestro ai Giochi della XXXII Olimpiade - Torneo femminile0 Okonkwo, 3 Kunaiyi-Akpanah, 4 Balogun, 9 Mohammed, 10 Amukamara, 11 Elonu, 21 Nyingifa, 22 Chidom, 23 Kalu, 25 Macalaulay, 31 Ogwumike, 52 Ibekwe,        All. Otis Hughley
Pallacanestro ai Giochi della XXXIII Olimpiade - Torneo femminile0 Okonkwo, 3 Kunaiyi-Akpanah, 4 Balogun, 5 Taiwo, 6 Ebo, 9 Okoro, 10 Amukamara, 20 Musa, 22 Ejiofor, 23 Kalu, 25 Adeyeye, 33 Enabosi,        All. Rena Wakama

### Campionati del mondo
Campionato mondiale femminile di pallacanestro 20064 Umoh, 5 Ogunoye, 6 Akiode, 7 Okorie, 8 Nwagbo, 9 Adebayo, 10 Mohammed, 11 Udoka, 12 Izidor, 13 Sanni, 14 Wylie, 15 Oha,        All. Kevin Cook
Campionato mondiale femminile di pallacanestro 20187 Ogoke, 8 Akashili, 9 Mohammed, 10 Amukamara, 11 Elonu, 12 Edeferioka, 13 Akhator, 17 Akaraiwe, 21 Nyingifa, 23 Kalu, 24 Imovbioh, 30 Okoye,        All. Otis Hughley

### Campionati africani
Campionato africano femminile di pallacanestro 19974 Ogunade, 5 Adeniyi, 6 Abioye, 7 Negedu, 8 Solaja, 9 Egbe, 10 Ogunsina, 11 Emmanuel, 12 Ogugua, 13 Amachree, 14 Abdullah, 15 Okereke,        All. -
Campionato africano femminile di pallacanestro 20034 Ogunade, 5 Adibeli, 6 Sadiq, 7 Chukwuma, 8 Ojelabi, 9 Mohammed, 10 Iyorhe, 11 Udoka, 12 Solaja, 13 Amachree, 14 Ofurum, 15 Ogugua,        All. Sam Vincent
Campionato africano femminile di pallacanestro 20054 Adibeli, 5 Chukwuma, 6 Akiode, 7 Okorie, 8 Ojelabi, 9 Mohammed, 10 Apiafi, 11 Udoka, 12 Sadiq, 13 Amachree, 14 Udeaja, 15 Oha,        All. -
Campionato africano femminile di pallacanestro 20074 Adibeli, 5 Mojidi Akanni, 6 Ononiwu, 7 Okorie, 8 Ojelabi, 9 Ekworomadu, 10 Izidor, 11 Udoka, 12 Sanni, 13 Egenti, 14 Udeaja, 15 Oha,        All. Ayo Bakare
Campionato africano femminile di pallacanestro 20094 Adibeli, 5 Egenti, 6 Angwe, 7 Whyte, 8 Ojelabi, 9 Ukato, 10 Ewalefo, 11 Udoka, 12 Sadiq, 13 Amachree, 14 Udeaja, 15 Wylie,        All. Ayo Bakare
Campionato africano femminile di pallacanestro 20114 Ogunjimi, 5 Adibeli, 6 Gold-Onwude, 7 Ogoke, 8 Akashili, 9 Mohammed, 10 Ibekwe, 11 Ekworomadu, 12 Wylie, 13 Sadiq, 14 Okonkwo, 15 Iritei,        All. Ayo Bakare
Campionato africano femminile di pallacanestro 20134 Ogunjimi, 5 Atosu, 6 Udenze, 7 Ogoke, 8 Akashili, 9 Okonkwo, 10 Ukato, 11 Ekworomadu, 12 Madu, 13 Sadiq, 14 Udeaja, 15 Omotola,        All. Scott Nnaji
Campionato africano femminile di pallacanestro 20154 Ogunjimi, 5 Atosu, 6 Okpe, 7 Ogoke, 8 Akashili, 9 Ekworomadu, 10 Akaraiwe, 11 Elonu, 12 Madu, 13 Edeferioka, 14 Udeaja, 15 Sanni,        All. Scott Nnaji
Campionato africano femminile di pallacanestro 20173 Nwaigwe, 5 Atosu, 7 Ogoke, 8 Akashili, 9 Mohammed, 11 Elonu, 12 Madu, 13 Akhator, 14 Udeaja, 21 Nyingifa, 23 Kalu, 30 Okoye,        All. Sam Vincent
Campionato africano femminile di pallacanestro 20197 Ogoke, 9 Balarabe, 10 Amukamara, 11 Elonu, 12 Edeferioka, 13 Akhator, 16 Nwajei, 21 Nyingifa, 23 Kalu, 25 Macalaulay, 30 Imovbioh, 52 Ibekwe,        All. Otis Hughley
Campionato africano femminile di pallacanestro 20210 Okonkwo, 3 Kunaiyi-Akpanah, 7 Ogoke, 10 Amukamara, 11 Elonu, 12 Akaraiwe, 20 Musa, 22 Chidom, 23 Kalu, 25 Macalaulay, 33 Enabosi, 52 Ibekwe,        All. Otis Hughley
Campionato africano femminile di pallacanestro 20230 Okonkwo, 1 Abiola, 3 Kunaiyi-Akpanah, 5 Balogun, 7 Ogoke, 9 Okoro, 11 Enabosi, 14 Olawuji, 20 Musa, 22 Ejiofor, 23 Taiwo, 25 Adeyeye,        All. Rena Wakama
Campionato africano femminile di pallacanestro 20250 Okonkwo, 3 Kunaiyi-Akpanah, 5 Balogun, 7 Ogoke, 9 Okoro, 10 Amukamara, 13 Ojenuwa, 20 Musa, 22 Ejiofor, 23 Kalu, 25 Macaulay, 33 Enabosi,        All. Rena Wakama